# Segelfluggelände Erbendorf-Schweißlohe

i7
i11
i13
Das Segelfluggelände Erbendorf-Schweißlohe liegt in der Gemeinde Erbendorf im Landkreis Tirschenreuth in der Oberpfalz, etwa 1 km östlich von Erbendorf.

## Flugbetrieb
Das Segelfluggelände besitzt eine 680 m lange, asphaltierte Start- und Landebahn. Es finden Windenstarts und Flugzeugschlepp mit Segelflugzeugen sowie Flugbetrieb mit Motorseglern statt. Der Betreiber des Segelfluggeländes ist die Flugsportgemeinschaft Steinwald, bestehend aus dem Aero-Club Erbendorf e. V. und dem Segelflugverein Grafenwöhr 1930 e. V.
Naturräumlich liegt das Segelfluggelände am Fuße des Steinwaldes im Südosten des Fichtelgebirges. Aufgrund möglicher starker Verwirbelungen an der Waldkante im Nordosten des Segelfluggeländes sollten Ultraleichtflugzeuge Anflüge vermeiden, wenn der Böhmische Wind weht.